# Palfau
Palfau ist eine Ortschaft, Katastralgemeinde und ehemalige Gemeinde in der Gemeinde Landl im Bezirk Liezen mit 394 Einwohnern (Stand 1. Jänner 2014). Im Rahmen der Gemeindestrukturreform in der Steiermark ist sie seit 2015 mit den Gemeinden Gams bei Hieflau, Landl und der (vorher im Bezirk Leoben liegenden) Gemeinde Hieflau zusammengeschlossen,
die neue Gemeinde führt den Namen Landl weiter. Grundlage dafür ist das Steiermärkische Gemeindestrukturreformgesetz – StGsrG.
Die Grenzen der Bezirke Liezen und Leoben wurden so geändert, dass die neue Gemeinde vollständig im Bezirk Liezen liegt.

## Geografie

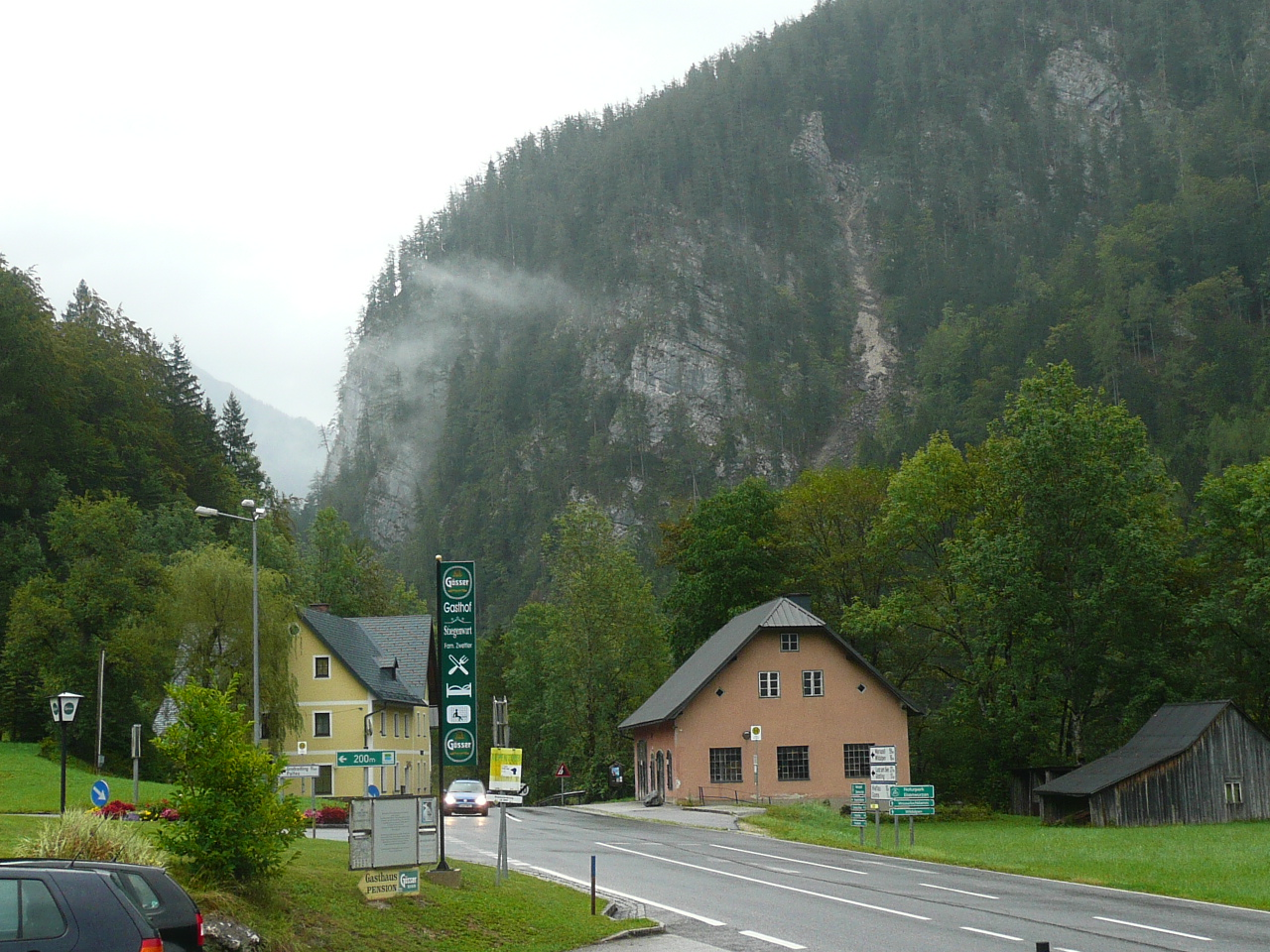
An der Erlauftalstraße bei An der Wacht

### Geografische Lage
Palfau liegt im unteren Salzatal, auf einer ausgedehnten Flussterrasse beiderseits der Salza, die sich hier bis zur Mündung in die Enns bei Großreifling in eine tiefe Klamm eingeschnitten hat.
Der Nordteil der Gemeinde bis an die Niederösterreichische Landesgrenze am Kamm des Gamssteins (1774 m ü. A.) gehört zu den Ybbstaler Voralpen, der Ostteil bis an das Hochkar (1808 m ü. A.) zu den Lassingalpen, das Gebiet südlich der Salza zur Hochschwabgruppe (Kalte-Mauer-Gruppe).

### Gliederung
Den langgezogenen Ort Palfau bilden zusammen die Rotte Obere Palfau (⊙)
und die zerstreuten Häuser Untere Palfau (⊙)
und Palfau Links, (⊙)
erstere am nördlichen, rechten Ufer der Salza  an der L714 Salzastraße, letztere links an der B25 Erlauftal Straße, über einen Fußgehersteg erreichbar, sonst auf dem Umweg über An der Wacht, (⊙)
wo sich die beiden Straßen der Talseiten treffen.
Der Kirchberg von Palfau liegt zwischen Untere Palfau und Obere Palfau. In seiner Umgebung verteilen sich zahlreiche weitere Einzellagen, taleinwärts Karlbauer, Hämmerl, Grubbauer, Birkner, Schneßl, Lackner, Bergbauer vor der Kirche, Moar, An der Wacht nach der Kirche, Ghf. Eschau, Hebenstreit, Weber, Faschingbauer, Püllgraben links der Salza.
Weiters gehören zur Katastralgemeinde noch drei Orte:

Die Rotten Raffelgraben und Mendling – mit Erzhalden und Hirtenlehner – liegen den Mendlingbach (Lassingbach) aufwärts.

Die Rotte Schönau mit Pieringer, Nachbagauer erstreckt sich an der Salza Richtung Wildalpen.
Im Gebiet der Katastralgemeinde liegen noch die Bergbauern-Lackneralmhütte (Naturfreundehütte) und Moaralmhütte am Gamsstein, die Mooswirtalm am Kerzenmandl (1246 m ü. A.) im Westen, das Gehöft Voralpen und die Lärchkogelalm am Stangl (1592 m ü. A.) im Süden, und der  Akoglbauer liegt ganz im Südwesten oberhalb Gams.

## Geschichte
Der Ort findet sich 1280 als Palfawe urkundlich erwähnt.
Palfaus jüngere historische Bedeutung geht besonders auf seine Lage an der Eisenstraße zurück: Deren Hauptast war die alte Kommerzial-Poststraße Eisenerz – Steyr, die heutige Eisenstraße B 115 im Ennstal. In Großreifling zweigte eine wichtige Nebenroute entlang der Salza ab, über die die drei wichtigen Kleineisenstädte Gresten, Scheibbs und Purgstall an der Erlauf (bzw. Scheibbs, Purgstall, Göstling) mit Roheisen versorgt wurden, und die daher Dreimärktestraße genannt wurde (die heutige B 25). Ursprünglich befand sich in Mendling, an der Steiermärkisch-Österreichischen Grenze, die Zoll- und Mautstation (das Eisenmauthaus in Mendling ist heute denkmalgeschützt). Erhalten wurde die Straße über Mendlingpass – und die Promau nach Hollenstein an der Ybbs – von den ansässigen Gewerken dieser Täler, den Hammerherren. 1811 wurde die Erhaltung der Innerberger Hauptgewerkschaft übertragen, die – auch um dem Schmuggel (Schwärzerei) von Erzhalden über Scheibenberg (Ybbstaler Voralpen) und Sandgraben nach Hollenstein
unter Umgehung der Maut vorzubeugen – die Maut nach Palfau verlegt.
Diese wurde bis in die 1880er Jahre erhoben.

## Bevölkerungsentwicklung der ehemaligen Gemeinde
Die Einwohnerzahl ist trotz des aufstrebenden Tourismus in der Region seit mehreren Jahren rückläufig (2001: 449 Einwohner).

## Kultur und Sehenswürdigkeiten

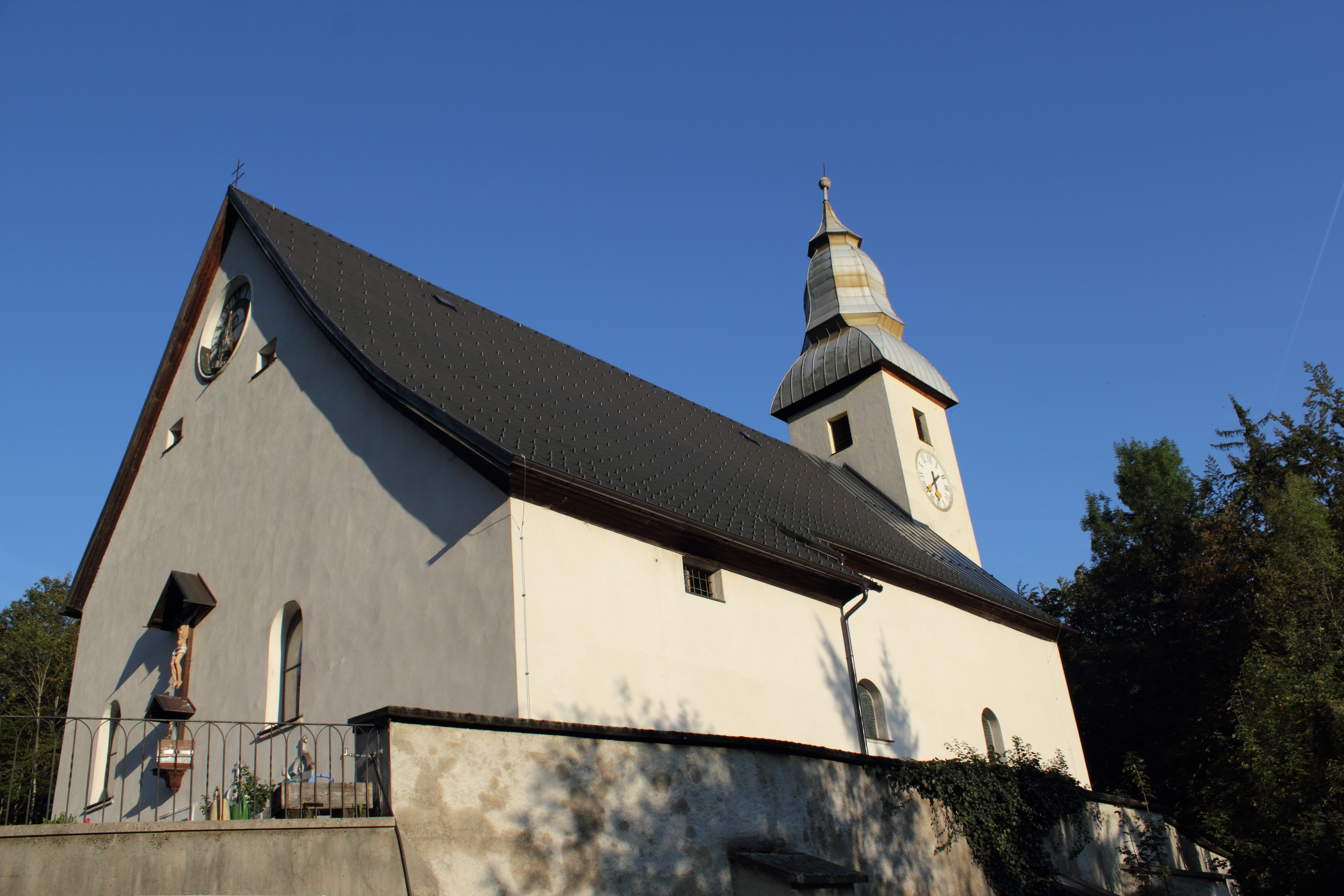
Pfarrkirche Palfau

- Reste einer Wehrburg (Ruine), die unterhalb von Palfau gebaut worden war. Sie wurde wegen der Türkengefahr 1529 errichtet (vergleiche die Türkenschanze bei Gaflenz). Sie wurde im 17. Jahrhundert wegen rebellierender oberösterreichischer Bauern, und zur Franzosenzeit neu befestigt. Aufgrund der abseitigen Lage war sie nie angegriffen oder zerstört worden, sondern wurde teils abgetragen (für Hausbau etc.), teils der Natur überlassen. Daran erinnert auch noch der heutige Ortsname An der Wacht am Schluchteingang salzaaufwärts.[10]
- Katholische Pfarrkirche Palfau Allerheiligen: Die Kirche war vermutlich ursprünglich eine Wehrkirche. Reste einer Wehrbemauerung sind im gegenwärtigen Aussehen des Tomahügels, auf dem sie steht, erkennbar. Die heutige Kirche ist jüngeren Datums.

### Naturdenkmäler

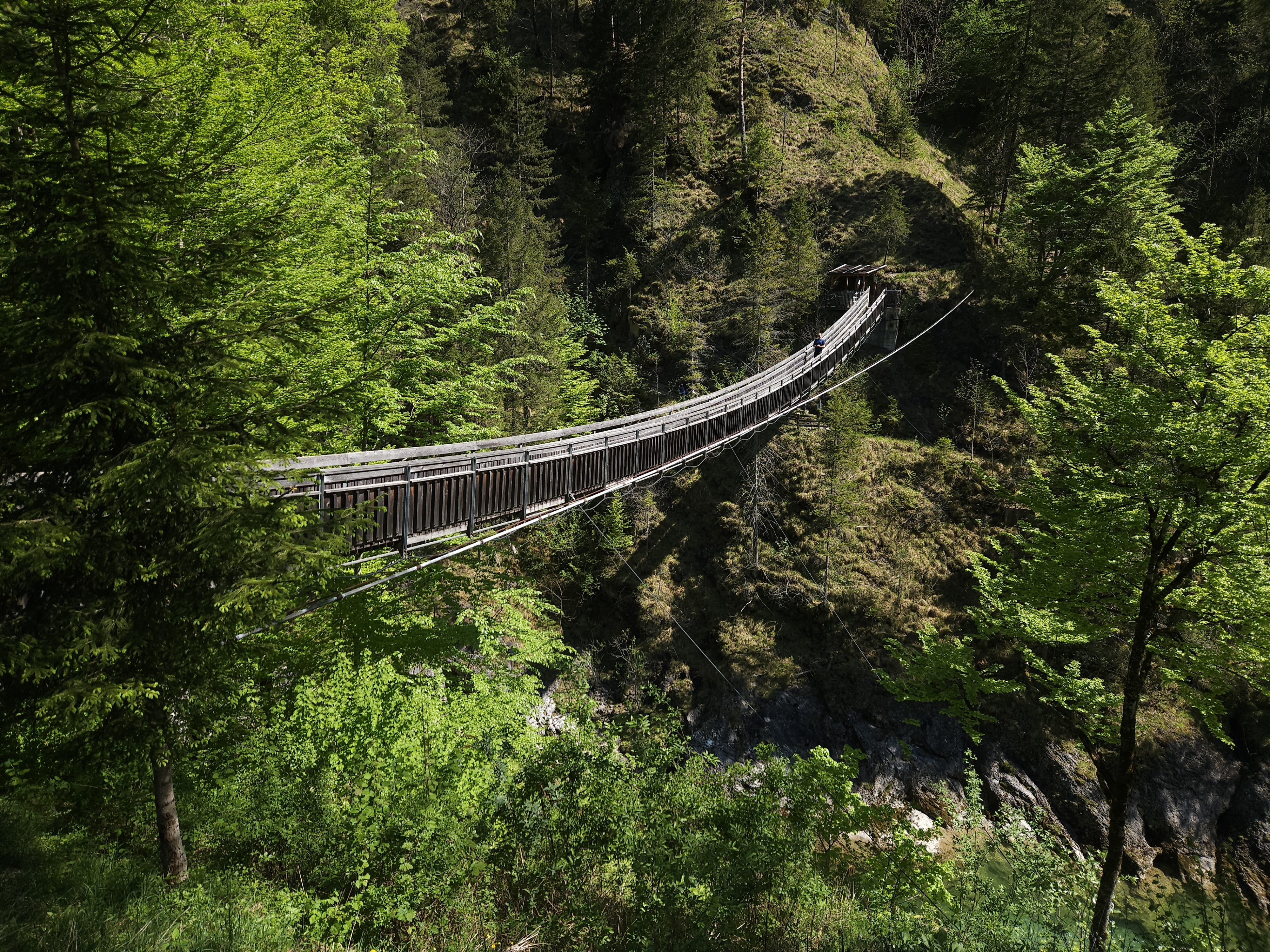
Hängebrücke zur Wasserlochklamm

Eine am Südhang des Hochkars gelegene Riesenkarstquelle ist unter dem Namen Wasserloch bekannt. Die Quelle und die Klamm darunter werden jährlich von mehreren tausend Gästen besucht.

## Wirtschaft und Infrastruktur

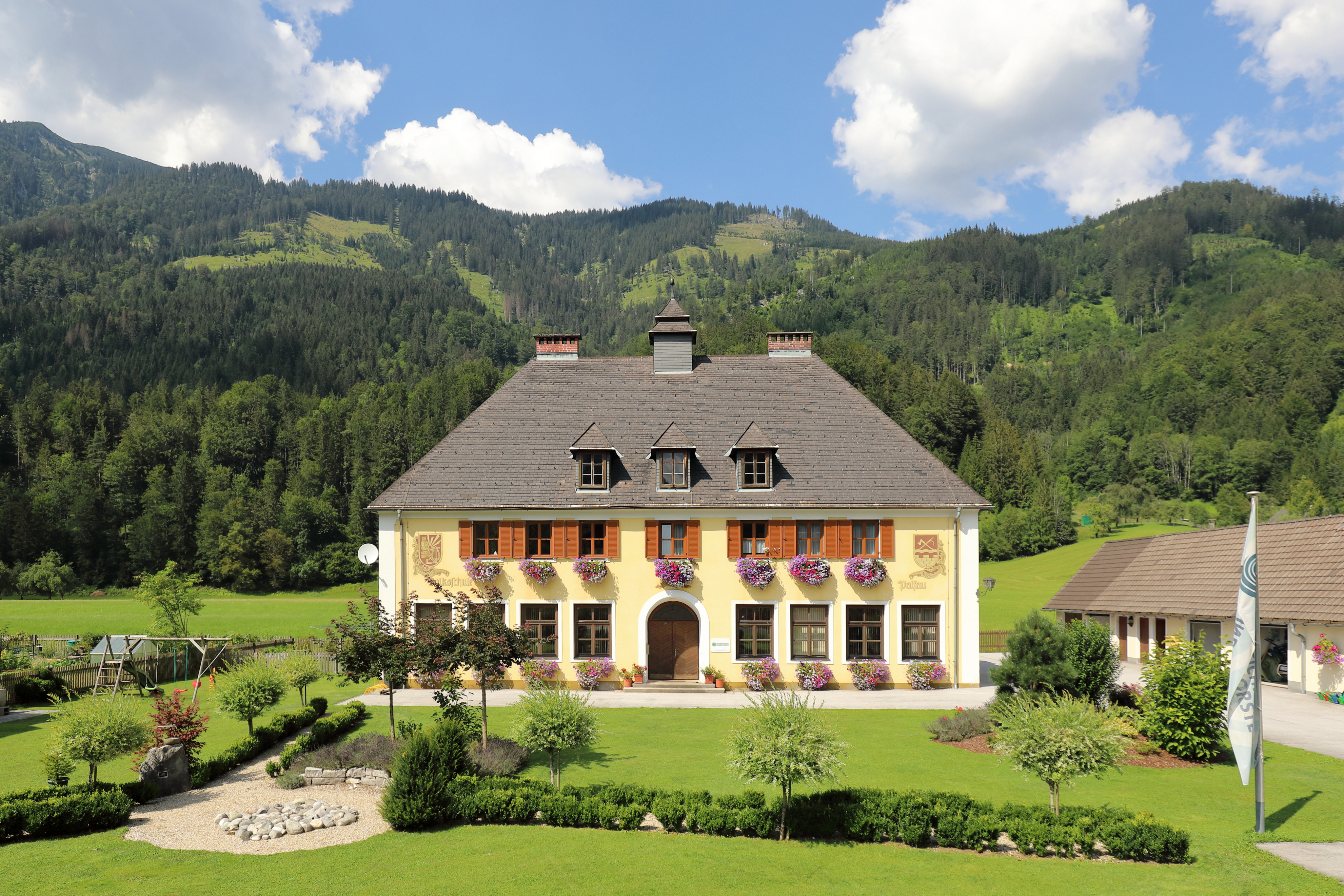
Volksschule von Palfau

Neben landwirtschaftlichen Betrieben und einigen Gewerbebetrieben zählt auch der Tourismus zu einer wichtigen Einnahmequelle der Ortschaften in Palfau.

## Politik

### Bürgermeister bis 2014
- bis 1979 Engelbert Danner (SPÖ)
- 1979 bis 1995 Adolf Huber (1939–2015) (SPÖ)
- 1995 bis 2011 Franz Danner (1951–2022) (SPÖ)[11]
- 2012 bis 2014 Andreas Danner (SPÖ)

### Wappen der ehemaligen Gemeinde
Das Gemeindewappen von Palfau blasoniert sich:
„Über einer schwarz gefugten silbernen Mauer im Schildfuß in Rot schräggekreuzt ein silberner Flößerhaken und eine silberne Hacke.“
Das Wappen wurde 19. September 1988 verliehen.
Die Mauer stellt die an der Salza errichtete Befestigung mit Tor dar. Hacke und Flößerhaken beziehen sich auf die Rodung des Palfauer Gebiets und jahrhundertewährende Forstarbeit und Holzflößerei auf der Salza. Die Farben Silber/Rot sind die des Stiftes Admont.